# バニラ (アニメレーベル)
バニラ（VANILLA）は、日本のアダルトアニメを製作・販売するレーベルで、ミルキーレーベルとの合作が多い。企画・製作・著作はデジタルワークス（Digital Works）。1997年に設立され、主にアダルトゲームのアニメ化やオリジナルのアダルトアニメ（18禁OVA）を製作している。

## 作品リスト
- めい・king（全4巻）
- エンジェルブレイドシリーズ
  - エンジェルブレイド（全3巻）
  - エンジェルブレイド パニッシュ!（全3巻）
- KISSより…（全3巻）
- 姉妹いじり（全2巻）
- 緊縛の館 〜略奪〜（全2巻）
- ショーヨノイド 真琴ちゃん（全2巻）
- 交淫天使 〜背徳のリセエンヌ〜（全1巻）
- 女畜（全1巻）
- 聖贄（全1巻）
- Endless Serenade（全1巻）
- 哀・奴隷（全4巻）
- となりのお姉さん（全2巻）
- 堕落（全2巻）
- 外道学園（全4巻）
- キャンパス（全2巻）
- トレス・マリアス 3人の聖処女（全2巻）
- 特別授業（全2巻）
- 懲らしめ（全2巻）
- 閉鎖病棟（全2巻）
- 華・奴隷（全2巻）
- 義母（全2巻）
- フーリガン（全2巻）
- 好きだよっ!（全2巻）
- 贖罪の教室（全2巻）
- スポットライト（全2巻）
- 独占（全2巻）
- リトルモニカ物語（全2巻）
- 学園 〜恥辱の図式〜（全2巻）
- THE UROTSUKI（全3巻）
- 淫獄病棟（全2巻）
- メイドの館 絶望編（全2巻）
- 白き天使達の輪舞（全2巻）
- BAD END（全2巻）
- 性裁（全2巻）
- 痴漢電車（全2巻）
- 学園の狩猟者（全2巻）
- 特別授業2（全2巻）
- 女教師・裕美の放課後（全2巻）
- 凌辱の連鎖（全2巻）
- 閉鎖病院（全2巻）
- 懲罰予備校（全2巻）
- 乳母（全2巻）
- 爆乳母娘（全2巻）
- 羞中恥療室（全2巻）
- 兄嫁（全2巻）
- めじょく（全2巻）
- 継母（全2巻）
- 爆乳姉妹（全2巻）
- 集団痴漢電車（全2巻）
- 大失禁へレナ（全2巻）
- 痴母（全2巻）
- 処女オークション（全2巻）
- 透明人間シリーズ
  - 透明人間（全2巻）
  - 透明人間R（全2巻）
- 義妹（全1巻）
- 義妹×2全1巻）
- どんぶり家族（全2巻）
- 医辱（全2巻）
- 痴漢物語（全2巻）
- 奥様は魔法使い（全2巻）
- 辱アナ（全2巻）
- クラスメイトのお母さん（全2巻）
- 一寸法師（全2巻）
- 相姦遊戯（全2巻）
- 辱妻（全2巻）
- 館熟女（全2巻）
- 失楽園（全2巻）
- 十二人の女教師（全2巻）
- バニラフェチ（全6巻）
- 催眠学園（全2巻）
- 必殺痴漢人（全2巻）
- OPPAI ライフ（全2巻）
- 人工少女 〜変身セックスアンドロイド〜（全2巻）
- 息子の友達に犯されて（全2巻）
- 人妻交姦日記（全2巻）
- ママぷりっ!?（全2巻）
- 相関遊戯2（全2巻）
- 麗辱の館（全2巻）
- 義母散華（全2巻）
- 美熟母（全2巻）
- 姦淫特急満潮（全2巻）
- せめちち（全2巻）
- 擬態催眠（全2巻）
- 主治医の淫謀（全2巻）
- セーラー服心療妻科（全2巻）
- THE UROTSUKI（全3巻）
- メイド姉（全2巻）
- ヴァンパイア（全2巻）
- 妻の母さゆり（全2巻）
- セレカノ（全2巻）
- First Love（全3巻）
- ふたりの兄嫁（全1巻）
- 最後のドアを閉めろ!（全1巻）
- センシティブ・ポルノグラフ（全1巻）